# Гайкова, Йиржина
Йиржина Гайкова (чеш. Jiřina Hájková, 31 января 1954, Дечин, Чехословакия) — чехословацкая хоккеистка (хоккей на траве), полевой игрок. Серебряный призёр летних Олимпийских игр 1980 года.

## Биография
Йиржина Гайкова родилась 31 января 1954 года в чехословацком городе Дечин (сейчас в Чехии).
Играла в хоккей на траве за «Богемианс» из Праги.
Провела за сборную Чехословакии 92 матча.
В 1980 году вошла в состав женской сборной Чехословакии по хоккею на траве на летних Олимпийских играх в Москве и завоевала серебряную медаль. Играла в поле, провела 5 матчей, забила 1 мяч в ворота сборной Австрии.
В 1984 году эмигрировала в ФРГ.